# Konrad Ruhland
Konrad Ruhland (Landau an der Isar, 9 febbraio 1932 – Deggendorf, 14 marzo 2010) è stato un direttore d'orchestra tedesco, nonché storico della musica, insegnante e musicologo.

## Biografia
Dr. Konrad Ruhland ha avuto i primi contatti con la musica come cantante nel coro del duomo di Passavia. Lui ha studiato presso Thrasybulos Georgiadis ed è stato discepole dell'esperta in musica rinascimentale Marie-Louise Göllner. Ulteriori corsi di studio della storia, teologia e storia della chiesa formano lo sfondo per le sue ricerche musico-scientifiche.   
Sotto la sua guida, nel 1956 a Monaco di Baviera, nove studenti appassionati di musica antica formarono la "Capella antiqua", uno dei primi gruppi che iniziarono l'esecuzione di musica rinascimentale e musica barocca. Negli anni il gruppo si è ampliato a 19 esecutori il quale ha lavorato e pubblicato numerose registrazioni discografiche.   
Tra il 1968 e il 1991, Ruhland ha insegnato musica al St. Gotthard-Gymnasium di Niederalteich.
Nel 1976 ha fondato il coro Niederaltaicher Scholaren con i quali hanno eseguito lavori di canto gregoriano.    
In qualità di musicologo e di curatore, Ruhland ha riportato alla luce oltre cento opere di compositori, in prevalenza tedeschi dei Lander meridionali. In estate ha tenuto corsi presso università straniere ove va menzionato in particolare l'Università di Filadelfia.
Per la sua opera di ricerca gli è stato conferito un'onorificenza dallo Stato tedesco.
È scomparso nel 2010 all'età di 78 anni.